# Mathias Schacht
Mathias Schacht (né en 1977 à Berlin) est un mathématicien allemand spécialisé en combinatoire. Il est professeur à l'université de Hambourg. Il travaille en théorie des graphes, théorie de Ramsey et en combinatoire extrémale, sur les structures discrètes aléatoires et les méthodes probabilistes, et en informatique théorique.

## Carrière
Mathias Schacht fait, à partir de 1997, des études de mathématiques, d'informatique et d'informatique de gestion à l'université technique de Berlin et à l'université Emory d'Atlanta, où il obtient son master en 2002 (A Turan theorem for random graphs) et son Ph. D.  en 2004 avec Vojtěch Rödl (On the regularity method for hypergraphs ). Depuis 2004, il est chercheur à l'université Humboldt de Berlin, où il obtient son habilitation universitaire en 2009 (Regular partitions of hypergraphs and property testing). Il est post-doc à Berlin (2004-2006), puis professeur remplaçant 2006-2009 à l'université de Berlin, puis à l'université de Hambourg successivement professeur assistant en 2009-2010, professeur associé 2010-2017, titulaire depuis 2017, dans le groupe de recherche en mathématiques discrètes. Il est visiting professor, à l'université Yale en automne 2018.

## Recherche
En collaboration avec Vojtěch Rödl notamment, il a développé le lemme de régularité d'Endre Szemerédi dans une version pour les hypergraphes. Cette extension a aussi été réalisée indépendamment par Timothy Gowers.

## Distinctions
Schacht est Heisenberg-Professor de  2010 à 2015. Il bénéficie d'un  Consolidator Grant  du Conseil européen de la recherche pour la période 2017-2022. 
Schacht a reçu le prix Richard-Rado pour sa thèse en 2010  et en 2012 le prix George-Pólya avec Vojtěch Rödl.

## Publications (sélection)
- Christian Reiher, Vojtěch Rödl et Mathias Schacht, « On a Turán problem in weakly quasirandom 3-uniform hypergraphs », Journal of the European Mathematical Society , vol. 20, no 5,‎ 2018, p. 1139-1159 (lire en ligne).
- Mathias Schacht, « Extremal results for random discrete structures », Annals of Mathematics, vol. 184, no 2,‎ 2016, p. 331-363 (lire en ligne).
- David Conlon, Tim Gowers, Wojciech Samotij et Mathias Schacht, « On the KŁR conjecture in random graphs », Israel Journal of Mathematics, vol. 203, no 1,‎ 2014, p. 535-580 (lire en ligne).
- Yoshiharu Kohayakawa, Vojtěch Rödl, Mathias Schacht et Endre Szemerédi, « Sparse partition universal graphs for graphs of bounded degree », Advances in Mathematics, vol. 226, no 6,‎ 2011, p. 5041-5065 (lire en ligne).
- Julia Böttcher, Mathias Schacht et Anusch Taraz, « Proof of the bandwidth conjecture of Bollobás and Komlós », Mathematische Annalen, vol. 343, no 1,‎ 2009, p. 175-205 (lire en ligne).
- Brendan Nagle, Vojtěch Rödl et Mathias Schacht, « The counting lemma for regular k-uniform hypergraphs », Random Structures and Algorithms, vol. 28, no 2,‎ 2006, p. 113-179 (lire en ligne).

- Brendan Nagle, Yoshiharu  Kohayakawa, Vojtěch Rödl, Mathias Schacht et Jozef Skokan, « The hypergraph regularity method and its applications », Proc. Natl. Acad. Sci., vol. 102, no 23,‎ 2005, p. 8109-8113 (zbMATH 1135.05307).